# Eurytoma danilovi
Eurytoma danilovi är en stekelart som beskrevs av Zerova 1985. Eurytoma danilovi ingår i släktet Eurytoma och familjen kragglanssteklar.
Artens utbredningsområde är Tyskland. Inga underarter finns listade i Catalogue of Life.